# Face to Face (singel)
Face to Face – singiel francuskiego duetu muzyki elektronicznej Daft Punk z udziałem Todda Edwardsa. Został wydany jako trzynasty utwór na albumie Discovery z 2001 roku, wypromowany jako remix na albumie Daft Club z 2003 roku. Jako część z "Discovery", piosenka pojawia się w filmie Interstella 5555: The 5tory of the 5ecret 5tar 5ystem i dlatego część filmu, w którym pojawia się piosenka służy jako teledysk. Piosenka osiągnęła 1. miejsce w notowaniu Billboard Dance Club Songs w 2004 roku.

## Spis utworów
1. "Face to Face" (Original Version) – 3:58
2. "Face to Face" (Demon Remix) – 6:58
3. "Face to Face" (Cosmo Vitelli Remix) – 4:53